# The Smurfs (videogioco)
The Smurfs è un videogioco a piattaforme pubblicato dalla Ubisoft per Nintendo DS nel 2011. Il videogioco è ispirato al film del 2011 I Puffi, a sua volta ispirato all'omonimo fumetto.